# Bahnhof Vevey
Der Bahnhof Vevey ist ein Knotenpunkt des Öffentlichen Verkehrs in der schweizerischen Stadt Vevey am Genfersee. An die Genferseestrecke der SBB, schliessen hier die Strecke Vevey–Chexbres-Puidoux und die Meterspurstrecke der MVR an.

## Geschichte

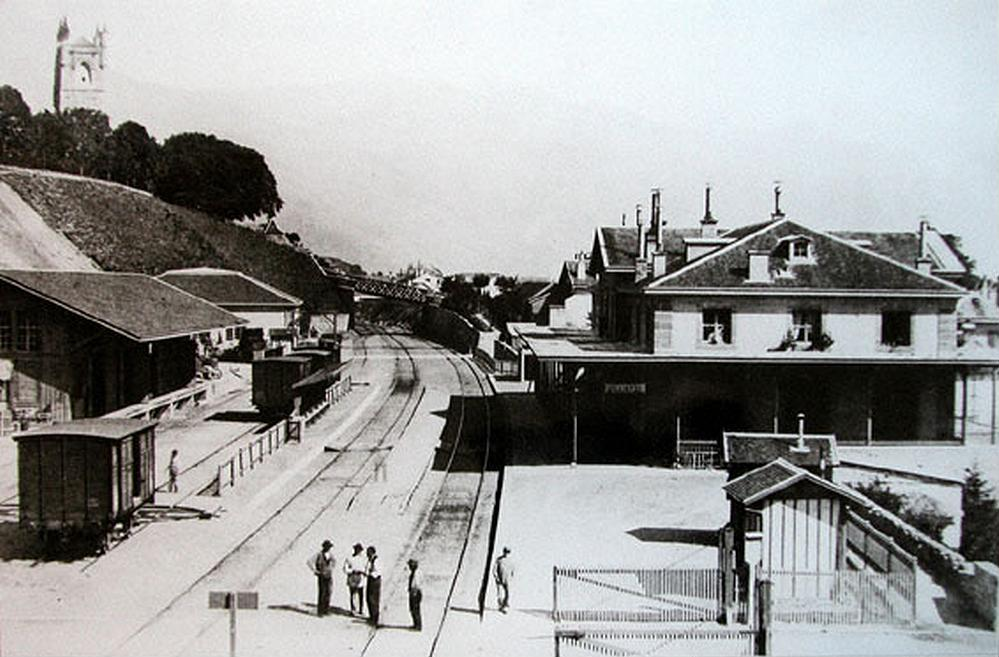
Bahnhof (vor 1902)

Der Bahnhof wurde am 2. April 1861 im Zuge der Streckeneröffnung Lausanne–Villeneuve der heutigen Simplonbahn eröffnet.
1902 wurde der Betrieb auf der heutigen MVR-Schmalspurlinie nach Blonay aufgenommen; 1904 die ebenfalls schmalspurige Strecke nach Châtel-Saint-Denis dem Verkehr übergeben. Im selben Jahr wurde die VCh-Strecke zum Bahnhof Puidoux-Chexbres an der Bahnstrecke Lausanne–Bern eröffnet. Die Schmalspurlinie nach Châtel-Saint-Denis wurde 1969 stillgelegt und durch die Buslinie 213 der VMCV ersetzt. 2013 wurde die VCh von der SBB übernommen.

## Lage
Der Bahnhof liegt rund 300 Meter nördlich des am Seeufer gelegenen Marktplatzes. In unmittelbarer Umgebung befinden sich die Einkaufszentren Centre Saint-Antoine und Midi-Coindet als auch das neue Postgebäude. Im alten Postgebäude unmittelbar neben dem Bahnhof ist unter anderem eine Coop-Pronto-Filiale angesiedelt.

## Anlage

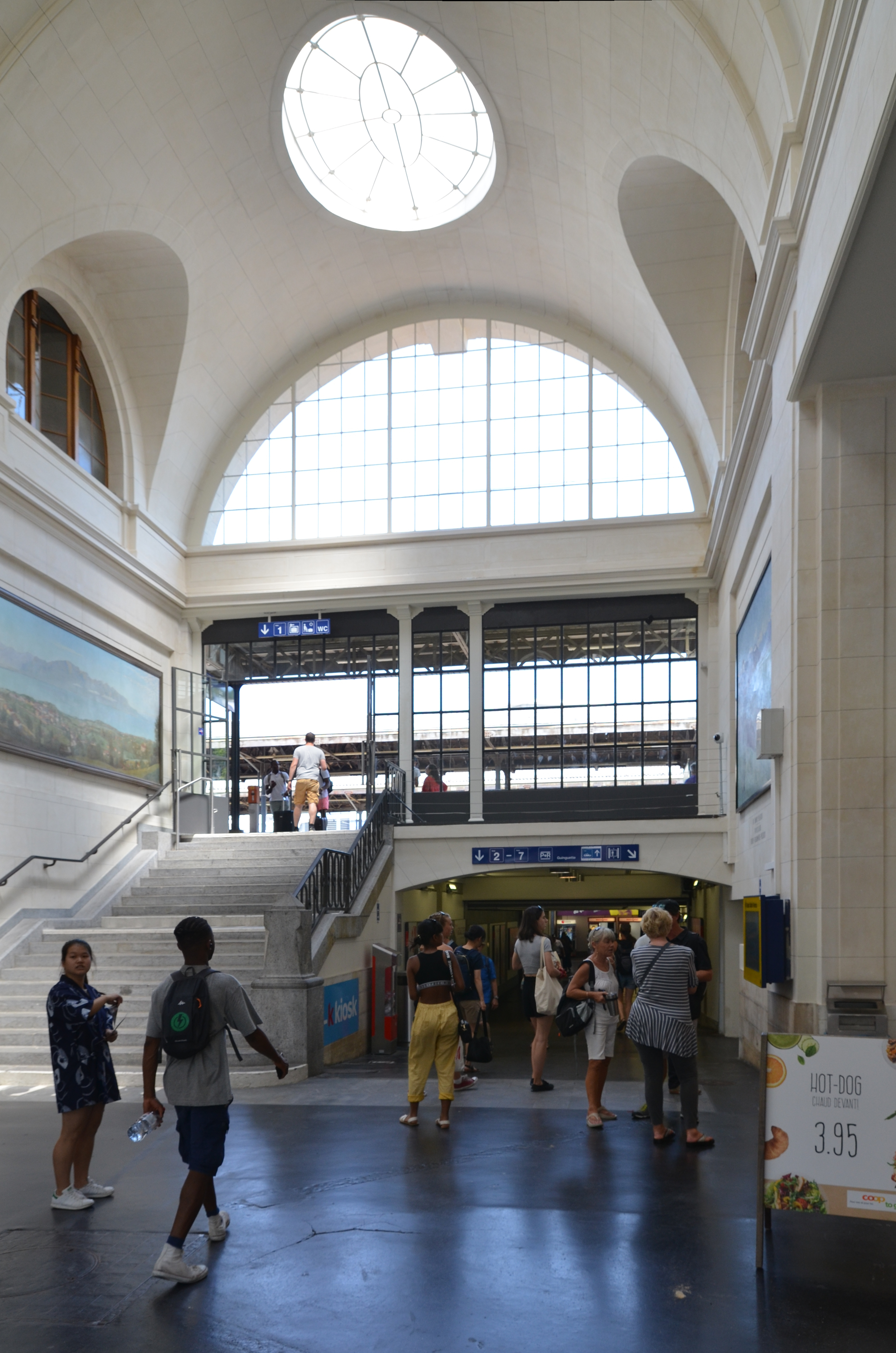
Eingangshalle, Aufgang zu Gleis 1 (2019)

Ähnlich wie beim Bahnhof Montreux liegt der Übergang zum Hausbahnsteig nicht im Erdgeschoss des Bahnhofsgebäudes, sondern im ersten Obergeschoss. Die Gleisanlage umfasst nebst einigen Gütergeleisen einen Seiten- und zwei Mittelperrons.
Die Geleise 1 und 2 sind dem SBB-Verkehr der Simplonbahn vorbehalten (Zwischen diesen Gleisen gab es ein Durchfahrtsgleis, das in den 1990er-Jahren abgebaut wurde). Ab Gleis 4, welches mit dem Gleis 2 am Mittelperron liegt, verkehrt der Train des Vignes als R 7  nach Puidoux-Chexbres. Das Gleis 3 war ein Kurzgleis an diesem Mittelperron und wurde 2016 zwecks Perronverbreiterung aufgegeben. Ein weiteres Mittelperron besteht mit den Gleisen 5 (Normalspur) und 7 (Meterspur, welches im Westteil eine kleine Kurve bildet, dient dem Verkehr der MVR nach Blonay und Les Pléiades).

## Schienenverkehr

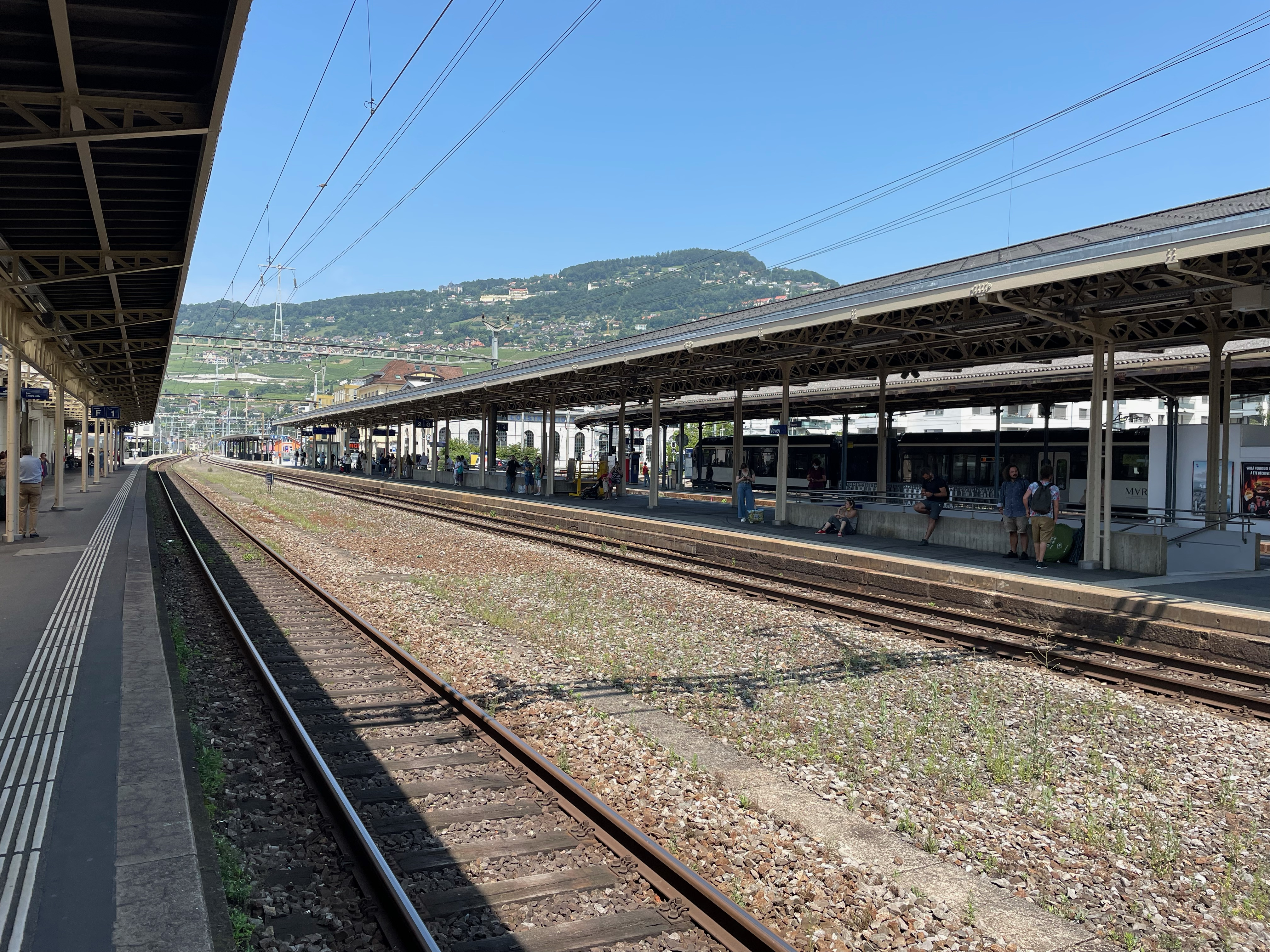
Bahnhof Vevey (Sommer 2021)

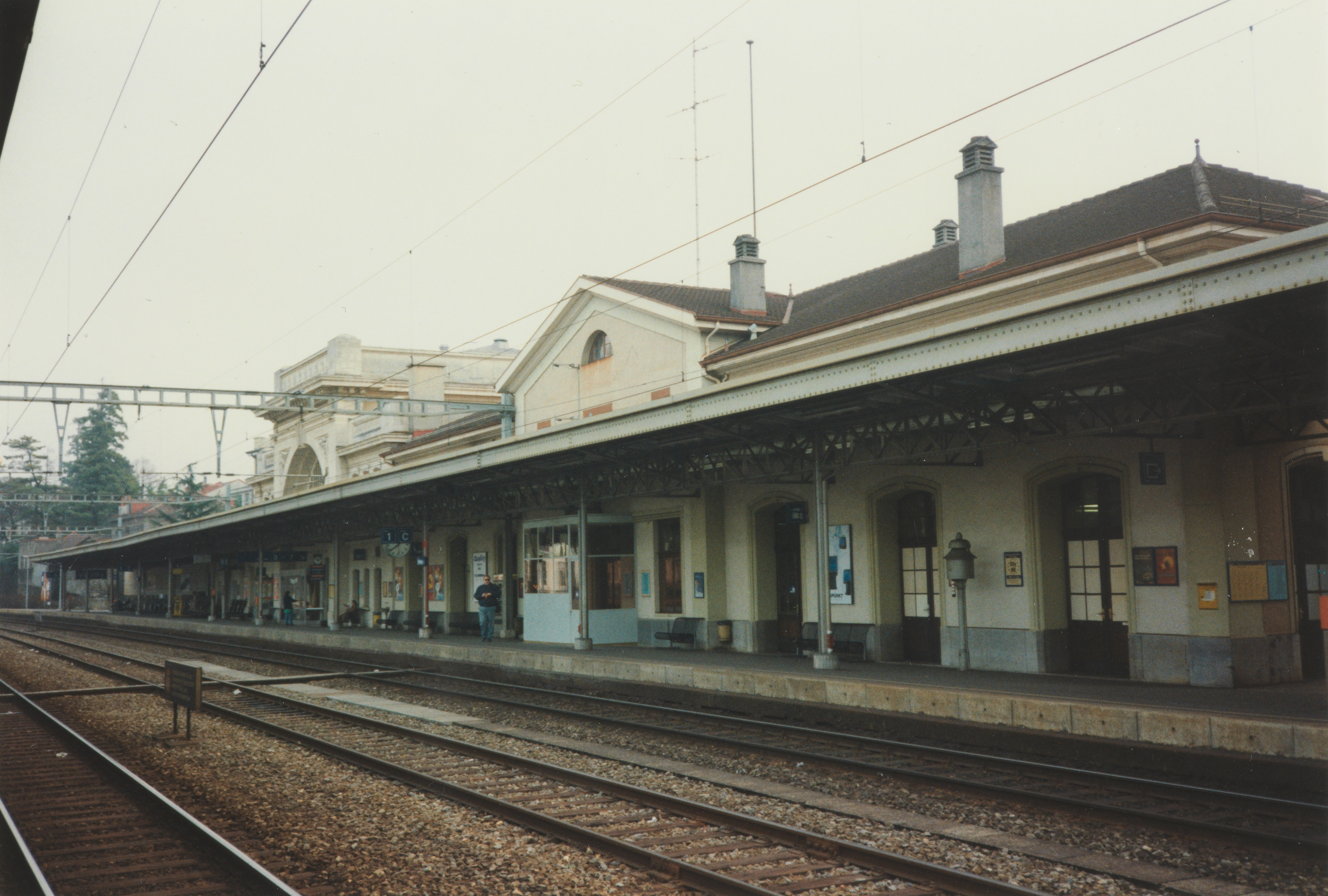
Bahnhofsgebäude, noch mit 3. Gleis (1995)

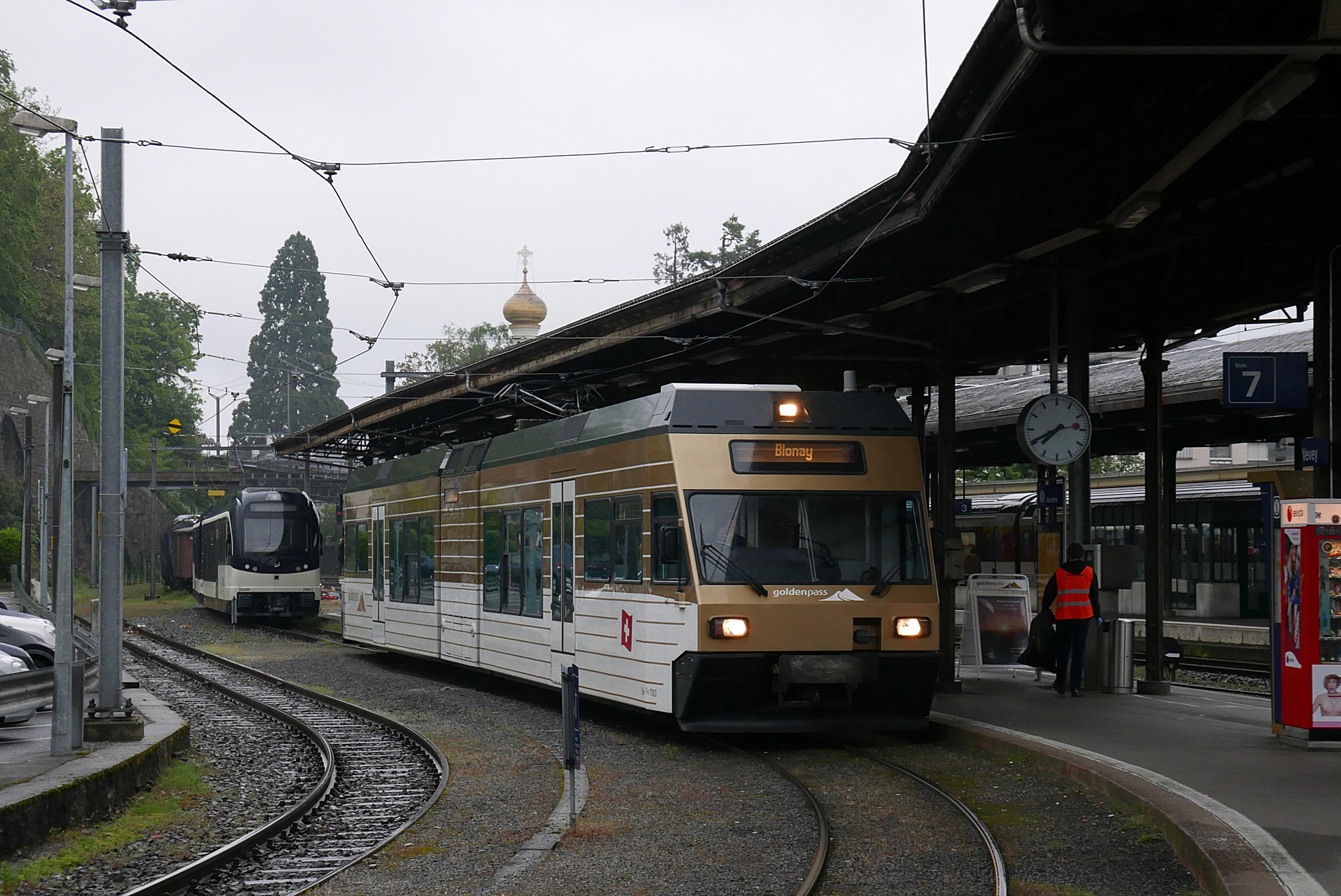
Gleis 7, Meterspur, MVR nach Blonay (2016)

### Fernverkehr
- 90 Genève-Aéroport – Lausanne – Brig
- 95 Genève-Aéroport – Lausanne – Brig

### Regionalverkehr
RegioExpress
- RE Annemasse/Genève-Aéroport – Genève – Lausanne –  Vevey (– Saint-Maurice)

S-Bahn
- R 3 Vallorbe – Cossonay – Renens – Lausanne – Vevey – Montreux – Villeneuve – Aigle – Bex (– St-Maurice)
- R 4 (Vallorbe)/Le Brassus – Le Day (Flügelung)– Cossonay – Renens – Lausanne – Vevey – Montreux – Villeneuve – Aigle – Bex (– St-Maurice)
- R 7 Vevey – Puidoux – Palézieux (Train des Vignes)
- SN Vallorbe – Cossonay – Renens – Lausanne – Vevey – Montreux – Villeneuve – Aigle – Bex – St-Maurice  (Nachtlinie)

Übriger Regionalverkehr
- R  Vevey – Blonay – Les Pléiades

## Busverkehr
Die VMCV bedient den Bahnhof Vevey (Station Vevey Gare) mit diversen Linien:
- Linie 201: Vevey Funi–Vevey Gare–La Tour-de-Peilz–Montreux–Chillon–Villeneuve
- Linie 202: Vevey Gare–Crosets–Gilamont–Entre deux Villes–Vevey Gare
- Linie 211: Vevey–Corseaux/Corsier
- Linie 212: Vevey–Corsier–Nant/Chaplin’s World–Fenil
- Linie 213: Vevey–Châtel-Saint-Denis/Bossonnens
- Linie 215: Vevey–Saint-Légier-La Chiésaz